# 雪山茄
雪山茄（学名：Solanum nivalomontanum），为茄科茄属下的一个植物种。